# Pycnomerus lefevrei
Pycnomerus lefevrei is een keversoort uit de familie somberkevers (Zopheridae). De wetenschappelijke naam van de soort werd in 1954 gepubliceerd door Pope.